# Frederick William Jowett
Frederick William "Fred" Jowett (ur. 31 stycznia 1864 w Bradford, zm. 1 lutego 1944), brytyjski polityk, członek Partii Pracy, minister w pierwszym rządzie Ramsaya MacDonalda.
W wieku 8 lat rozpoczął pracę w lokalnym zakładzie tkackim. W 1886 r. został tam nadzorcą. Po ukończeniu wieczorowych kursów w Bradford Technical College został zarządcą w zakładzie. W 1886 r. wstąpił do Ligi Socjalistycznej. Po rozpadzie Ligi w 1889 r. Jowett związał się z Bradford Labour Union. W 1892 r. jako pierwszy socjalista został wybrany do rady miasta Bradford. Kilka miesięcy później założył lokalną gałąź Niezależnej Partii Pracy. Dzięki jego staraniom w 1904 r. wprowadzono do miejscowych szkół darmowe posiłki.
Pierwszą, nieudaną, próbę uzyskania mandatu parlamentarnego Jowett podjął w 1900 r. w okręgu Bradford West. W 1906 r. ponownie wystartował w tym okręgu. Tym razem wygrał wybory i zasiadł w ławach Izby Gmin. W 1909 r. został przewodniczącym Niezależnej Partii Pracy. W 1911 r. zrezygnował z tego stanowiska po tym, jak popadł w konflikt z liderem partii Ramsayem MacDonaldem. Konflikt wywołały publikacje Jowetta w Socialist Review, w których Jowett proponował nowy system sprawowania władzy, który zakładał m.in. likwidację gabinetu i zastąpienie go komisjami, w których reprezentowane byłyby wszystkie partie.
Podobnie jak większość socjalistów Jowett sprzeciwiał się przystąpieniu Wielkiej Brytanii do I wojny światowej. W 1918 r. przegrał pierwsze powojenne wybory parlamentarne. Do Izby Gmin powrócił w 1922 r. jako reprezentant okręgu Bradford East. W pierwszym laburzystowskim rządzie w 1924 r. był pierwszym komisarzem ds. prac publicznych.
Jowett przegrał wybory parlamentarne w 1924 r. i w kolejnych latach skupił się na działalności w Niezależnej Partii Pracy. W 1926 r. opublikował raport Socialism in Our Time, który jednak nie spotkał się z przychylnym przyjęciem władz partii. Jowett powrócił do parlamentu w 1929 r., ale MacDonald nie powierzył mu żadnego stanowiska w swoim drugim rządzie. W 1931 r. Jowett sprzeciwił się powołaniu rządu narodowego i w następnych wyborach utracił mandat parlamentarny. Rok później Niezależna Partia Pracy odcięła od parlamentarnych laburzystów.
Podobnie jak w 1914 r., również w 1939 r. Jowett sprzeciwiał się zaangażowaniu Wielkiej Brytanii w konflikt w Europie. W następnych latach krytykował wewnętrzną politykę rządu Churchilla. Zmarł w 1944 r.